# Église Sainte-Cécile de Loupian
Pour les articles homonymes, voir Sainte-Cécile, Sainte Cécile et Cécile.
L'église Sainte-Cécile de Loupian est une église catholique située à Loupian, en France.

## Localisation
L'église est située dans le département français de l'Hérault, sur la commune de Loupian.

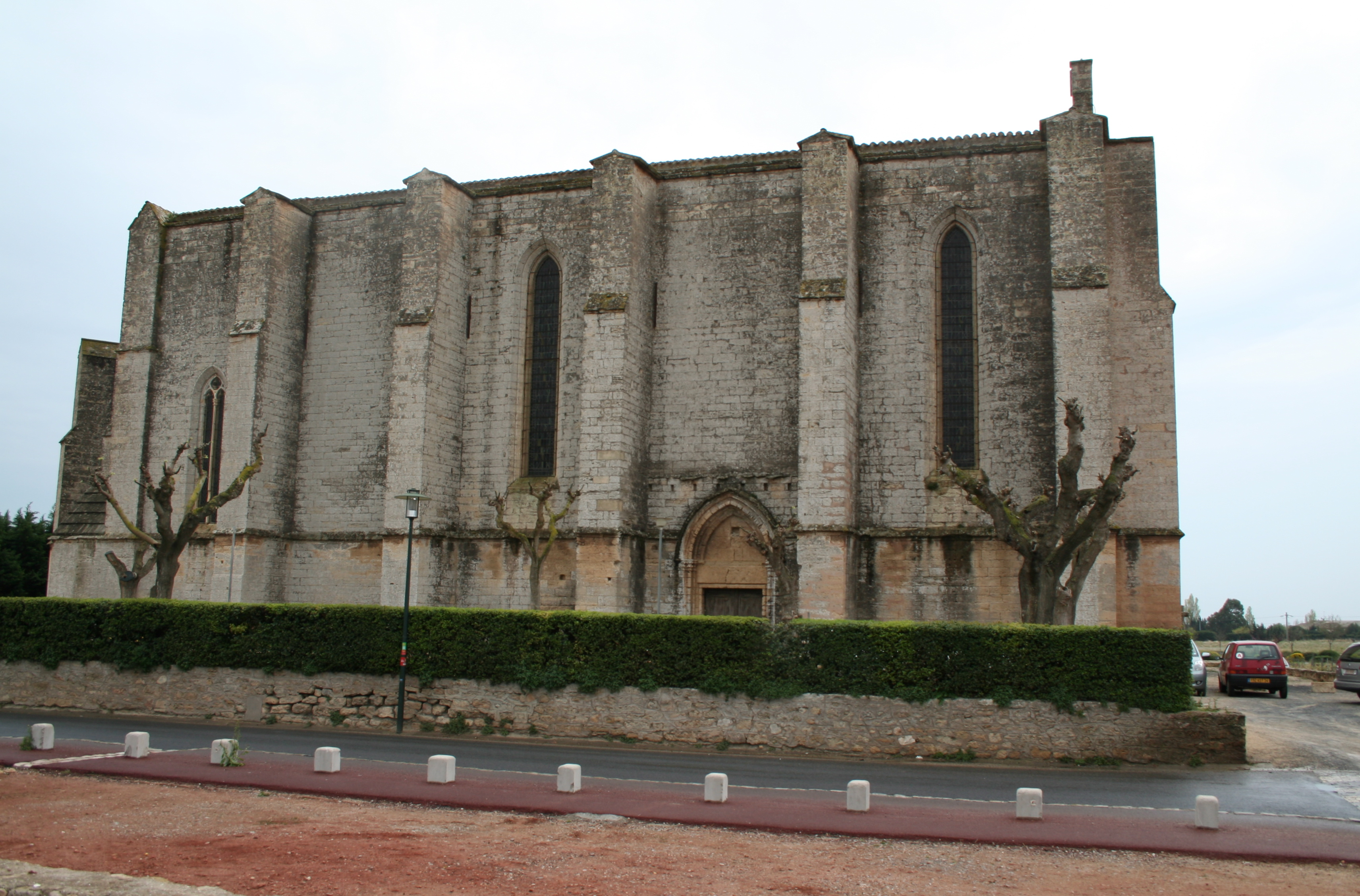
Façade nord (et porte des morts).

## Historique
Une église de Loupian dédiée à sainte Cécile a existé très tôt car on trouve une église Sainte-Cécile de Loupian appartenant à l'abbaye de Psalmody dans une charte de 1099. Aucun document ne permet de préciser son emplacement. Cependant il reste des vestiges d'une église paléochrétienne sur le flanc nord de l'église Sainte-Cécile actuelle.
La raison de la construction de cette église au XIVe siècle n'est pas connue. Elle peut être due à l'édification des fortifications autour du château et du village de Loupian qui aurait inclus dans le système de défense l'église paroissiale Saint-Hippolyte. Cette église aurait alors perdu son statut d'église paroissiale. L'église Sainte-Cécile aurait alors été reconstruite après la fin des troubles à l'extérieur du village.

## Protection
L'église est classée au titre des monuments historiques le 22 décembre 1949.

## Description
L'église Sainte-Cécile est une église d'une ampleur remarquable. Elle possède une nef unique spectaculaire, élancée et particulièrement large, de cinq travées barlongues de quinze mètres de largeur, la dernière un peu moins longue mais légèrement plus large. Son abside heptagonale est moins large et haute que la nef.